# Newton Heath LYR F.C. mùa bóng 1889–90
Mùa giải 1889-90 là mùa giải đầu tiên của Newton Heath LYR thi đấu ở giải Liên minh bóng đá Football Alliance; Đội bóng kết thúc ở vị trí thứ 8. Câu lạc bộ cũng đã tham gia vào FA Cup và Lancashire Senior Cup, thất bại trong việc vượt qua vòng đầu tiên trong cả hai cuộc thi, Tại giải Manchester và District Challenge Cup, cũng như các mùa giải trước Đội đã giành chiến thắng cuối cùng.

## Football Alliance
| Thời gian            | Đối thủ                | H/A | Tỷ số Bt-Bb | Cầu thủ ghi bàn                                                | Số lượng khán giả |
| -------------------- | ---------------------- | --- | ----------- | -------------------------------------------------------------- | ----------------- |
| 21 tháng 9 năm 1889  | Sunderland Albion      | H   | 4 – 1       | Wilson, J. Doughty, Stewart, Tait                              | 3,000             |
| 23 tháng 9 năm 1889  | Bootle                 | A   | 1 – 4       | Tait                                                           | 3,000             |
| 28 tháng 9 năm 1889  | Crewe Alexandra        | A   | 2 – 2       | Stewart, Osborne (o.g.)                                        | 2,000             |
| 19 tháng 10 năm 1889 | Walsall Town Swifts    | A   | 0 – 4       |                                                                | 600               |
| 26 tháng 10 năm 1889 | Birmingham St George's | A   | 1 – 5       | J. Doughty                                                     | 500               |
| 9 tháng 11 năm 1889  | Long Eaton Rangers     | H   | 3 – 0       | J. Doughty (2), Farman                                         | 2,500             |
| 30 tháng 11 năm 1889 | Sheffield Wednesday    | A   | 1 – 3       | J. Doughty                                                     | 5,000             |
| 7 tháng 12 năm 1889  | Bootle                 | H   | 3 – 0       | J. Doughty, Farman, Stewart                                    | 4,000             |
| 21 tháng 12 năm 1889 | Walsall Town Swifts    | H   | 3 – 0       | J. Doughty, Jones (o.g.), Farman                               | 1,000             |
| 28 tháng 12 năm 1889 | Darwen                 | A   | 1 – 4       | G. Owen                                                        | 5,000             |
| 4 tháng 1 năm 1890   | Grimsby Town           | H   | 4 – 1       | Craig (2), Wilson, J. Doughty                                  | 4,000             |
| 25 tháng 1 năm 1890  | Sunderland Albion      | A   | 0 – 2       |                                                                | 4,000             |
| 8 tháng 2 năm 1890   | Grimsby Town           | A   | 0 – 7       |                                                                | 2,400             |
| 15 tháng 2 năm 1890  | Nottingham Forest      | A   | 3 – 1       | Stewart (2), Wilson                                            | 800               |
| 1 tháng 3 năm 1890   | Crewe Alexandra        | H   | 1 – 2       | G. Owen                                                        | 2,000             |
| 15 tháng 3 năm 1890  | Small Heath            | A   | 1 – 1       | Wilson                                                         | 2,000             |
| 22 tháng 3 năm 1890  | Long Eaton Rangers     | A   | 3 – 1       | Wilson (2), Farman                                             | 2,000             |
| 29 tháng 3 năm 1890  | Darwen                 | H   | 2 – 1       | Davies, Stewart                                                | 5,000             |
| 5 tháng 4 năm 1890   | Nottingham Forest      | H   | 0 – 1       |                                                                | 4,000             |
| 7 tháng 4 năm 1890   | Small Heath            | H   | 9 – 1       | Stewart (3), J. Doughty (2), Craig, R. Doughty, Farman, Wilson | 4,000             |
| 14 tháng 4 năm 1890  | Grimsby Town           | H   | 0 – 1       |                                                                | 3,000             |
| 19 tháng 4 năm 1890  | Birmingham St George's | H   | 2 – 1       | Craig, J. Doughty                                              | 2,500             |
| 21 tháng 4 năm 1890  | Walsall Town Swifts    | H   | 2 – 1       | Davies, Stewart                                                | 1,000             |
| 26 tháng 4 năm 1890  | Sheffield Wednesday    | H   | 1 – 2       | Craig                                                          | 4,000             |

| # | Câu lạc bộ             | Tr | T  | H | B  | Bt | Bb | Hs | Điểm |
| - | ---------------------- | -- | -- | - | -- | -- | -- | -- | ---- |
| 7 | Birmingham St George's | 22 | 10 | 3 | 9  | 67 | 52 | 15 | 21   |
| 8 | Newton Heath           | 22 | 9  | 2 | 11 | 40 | 45 | -5 | 20   |
| 9 | Walsall Town Swifts    | 22 | 8  | 3 | 11 | 44 | 59 | -5 | 19   |

## FA Cup
| Thời gian                | Vòng đấu | Đối thủ           | H/A      | Tỷ số Bt-Bb | Cầu thủ ghi bàn | Số lượng khán giả |
| ------------------------ | -------- | ----------------- | -------- | ----------- | --------------- | ----------------- |
| Ngày 18 tháng 1 năm 1890 | Vòng 1   | Preston North End | Deepdale | 1 – 6       | Craig           | 7,900             |

## Lancashire Senior Cup
| Thời gian           | Vòng đấu | Đối thủ   | H/A | Tỷ số Bt-Bb | Cầu thủ ghi bàn | Số lượng khán giả |
| ------------------- | -------- | --------- | --- | ----------- | --------------- | ----------------- |
| 2 tháng 11 năm 1889 | Vòng 1   | Halliwell | A   | 1 – 2       | Stewart         | 2,000             |

## Manchester and District Challenge Cup
| Thời gian           | Vòng đấu  | Đối thủ | H/A          | Tỷ số Bt-Bb | Cầu thủ ghi bàn              | Số lượng khán giả |
| ------------------- | --------- | ------- | ------------ | ----------- | ---------------------------- | ----------------- |
| 12 tháng 4 năm 1890 | Bán kết   | Denton  | Hyde Road    | 4 – 1       | Farman (2), Stewart, G. Owen | 4,000             |
| 3 tháng 5 năm 1890  | Chung kết | Royton  | Brooke's Bar | 5 – 2       | Craig (3), G. Owen, Farman   | 4,000             |

## Thống kê
| Vị trí | Tên              | Alliance | Alliance  | FA Cup  | FA Cup    | Tổng số | Tổng số   |
| Vị trí | Tên              | Số trận  | Bàn thắng | Số trận | Bàn thắng | Số trận | Bàn thắng |
| ------ | ---------------- | -------- | --------- | ------- | --------- | ------- | --------- |
| TM     | Tom Hay          | 15       | 0         | 1       | 0         | 16      | 0         |
| TM     | James Pedley     | 1        | 0         | 0       | 0         | 1       | 0         |
| HV     | Charlie Harrison | 9        | 0         | 1       | 0         | 10      | 0         |
| HV     | Andrew Mitchell  | 19       | 0         | 0       | 0         | 19      | 0         |
| HV     | Jack Powell      | 17       | 0         | 1       | 0         | 18      | 0         |
| TV     | Tom Burke        | 5        | 0         | 0       | 0         | 5       | 0         |
| TV     | Joe Davies       | 21       | 2         | 1       | 0         | 22      | 2         |
| TV     | G. Felton        | 5        | 0         | 0       | 0         | 5       | 0         |
| TV     | Jack Owen        | 18       | 0         | 1       | 0         | 19      | 0         |
| TĐ     | T. Craig         | 11       | 3         | 1       | 1         | 12      | 4         |
| TĐ     | Jack Doughty     | 22       | 9         | 1       | 0         | 23      | 9         |
| TĐ     | Roger Doughty    | 20       | 1         | 1       | 0         | 21      | 1         |
| TĐ     | Alf Farman       | 17       | 4         | 1       | 0         | 18      | 4         |
| TĐ     | James Gotheridge | 5        | 0         | 0       | 0         | 5       | 0         |
| TĐ     | George Owen      | 12       | 2         | 1       | 0         | 13      | 2         |
| TĐ     | Willie Stewart   | 19       | 10        | 0       | 0         | 19      | 10        |
| TĐ     | William Tait     | 7        | 2         | 0       | 0         | 7       | 2         |
| TĐ     | Edgar Wilson     | 19       | 6         | 1       | 0         | 20      | 6         |